# Récréation

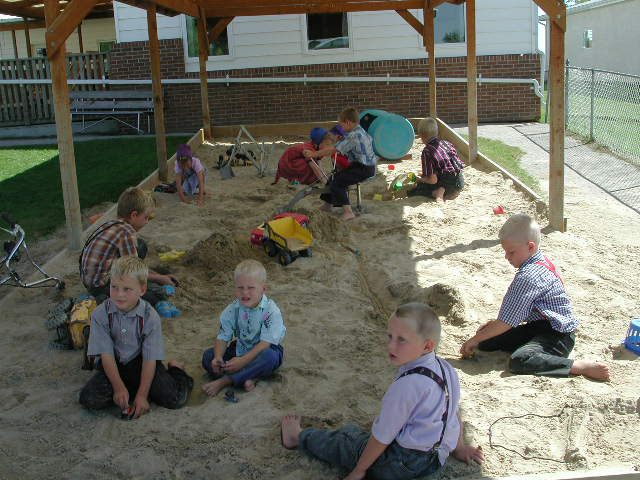
Récréation dans le bac à sable

La récréation (familièrement, la "récré") est une pause accordée aux élèves des écoles, collèges et lycées.
La durée de chaque récréation est en général de vingt minutes à l'école primaire et quinze minutes dans le secondaire. Elle ne doit pas être confondue avec l'intercours dans le secondaire, qui constitue l'intervalle nécessaire entre deux cours (environ cinq minutes), afin de permettre aux élèves et professeurs de changer de salle.
Ces moments de détente permettent aux élèves de se délasser et de ne pas avoir une succession trop longue d'heures d'enseignement.
À l'école et au collège, la cour de récréation est un lieu privilégié de la construction des rapports sociaux, notamment des rapports de genre. Elle a fait l'objet de travaux de plusieurs géographes notamment Muriel Monnard, Édith Maruejouls et Emmanuelle Gilles.

## Jeux pratiqués pendant la récréation, notamment à l'école primaire
- Jeu du loup
- Toboggan
- Chat perché
- Balle au prisonnier
- Colin-maillard
- Un, deux, trois, soleil
- Jeu de bille
- Pogs
- Marelle
- Corde à sauter
- Jeu de l'élastique
- Football
- Jeu du mouchoir ou la chandelle
- Utilisation de jeux pour enfants comme des toboggans, tourniquets, tape-culs, balançoires...

## Illustration dans la fiction
- La Cour, téléfilm dramatique réalisé par Hafsia Herzi, 1 h 30 min diffusé sur la chaîne Arte le 30 septembre 2022. Cette fiction expose la lutte de territoire et d'influence entre les filles et les garçons dans une cour de récréation en primaire[4].